# Élections régionales de 2001 en Sicile
Les élections régionales siciliennes de 2001 se déroulent le 24 juin 2001 afin d'élire les 89 députés de l'Assemblée régionale de Sicile (XIIIe législature) et le président de la région pour un mandat de cinq ans.

## Système électoral
Le conseil régional de Sicile est constitué de 90 sièges, dont ses membres sont élus selon un système mixte. 80 des conseillers sont élus grâce aux listes provinciales, à la proportionnelle, tandis que le président est élu grâce au scrutin uninominal majoritaire à un tour. Le vainqueur obtient une prime majoritaire de 9 sièges, tandis que le candidat ayant terminé deuxième devient membre de droit du conseil.

### Répartition des sièges
| Provinces                                      | Sièges |  |
| Agrigente                                      | 10     |  |
| Caltanissetta                                  | 4      |  |
| Catane                                         | 18     |  |
| Enna                                           | 3      |  |
| Messine                                        | 10     |  |
| Palerme                                        | 19     |  |
| Raguse                                         | 4      |  |
| Syracuse                                       | 6      |  |
| Trapani                                        | 6      |  |
| Candidats à la présidence et prime majoritaire | 10     |  |
| Total                                          | 90     |  |

## Résultats
|                           |                           |            |            |                      |                                          |                            |           |         |         |               |               |       |
| Présidence                | Présidence                | Présidence | Présidence | Présidence           | Conseil                                  | Conseil                    | Conseil   | Conseil | Conseil | Conseil       | Conseil       | Total |
| Candidats                 | Candidats                 | Votes      | %          | Élus                 | Partis                                   | Partis                     | Votes     | %       | +/-     | Sièges        | +/-           | Total |
|                           | Salvatore Cuffaro (CDU)   | 1 563 833  | 59,17      | 9                    |                                          | Forza Italia (FI)          | 625 164   | 25,08   | 7,98    | 19            | 2             |       |
|                           | Salvatore Cuffaro (CDU)   | 1 563 833  | 59,17      | 9                    | Alliance nationale (AN)                  | 280 180                    | 11,24     | 2,86    | 8       | 6             |               |       |
|                           | Salvatore Cuffaro (CDU)   | 1 563 833  | 59,17      | 9                    | Centre chrétien-démocrate (CCD)          | 222 749                    | 8,94      | 0,87    | 6       | 5             |               |       |
|                           | Salvatore Cuffaro (CDU)   | 1 563 833  | 59,17      | 9                    | Chrétiens démocrates unis (CDU)          | 214 014                    | 8,59      | 0,61    | 6       | 1             |               |       |
|                           | Salvatore Cuffaro (CDU)   | 1 563 833  | 59,17      | 9                    | Nouvelle Sicile                          | 101 356                    | 4,07      | Nv.     | 3       | 3             |               |       |
|                           | Salvatore Cuffaro (CDU)   | 1 563 833  | 59,17      | 9                    | Nouveau PSI (NPSI)                       | 69 226                     | 2,78      | 0,89    | 2       | 1             |               |       |
|                           | Salvatore Cuffaro (CDU)   | 1 563 833  | 59,17      | 9                    | Fleur blanche                            | 53 782                     | 2,16      | Nv.     | 1       | 1             |               |       |
|                           | Salvatore Cuffaro (CDU)   | 1 563 833  | 59,17      | 9                    | Libéraux-socialistes                     | 24 229                     | 0,97      | Nv.     | 1       | 1             |               |       |
|                           | Salvatore Cuffaro (CDU)   | 1 563 833  | 59,17      | 9                    | Parti républicain italien (PRI)          | 23 637                     | 0,95      | 0,56    | 1       | 1             |               |       |
|                           | Salvatore Cuffaro (CDU)   | 1 563 833  | 59,17      | 9                    | Flamme tricolore (FT)                    | 9 182                      | 0,37      | 0,81    | —       | en stagnation |               |       |
| Total Maison des libertés | Total Maison des libertés | 1 563 833  | 59,17      | 9                    | 1 623 519                                | 65,13                      | Nv.       | 47      | 47      | 56            |               |       |
|                           | Leoluca Orlando (DL)      | 964 811    | 36,51      | 1                    |                                          | Démocrates de gauche (DS)  | 253 056   | 10,15   | 3,10    | 10            | 3             |       |
|                           | Leoluca Orlando (DL)      | 964 811    | 36,51      | 1                    | La Marguerite (DL)                       | 198 327                    | 7,96      | 4,40    | 8       | 1             |               |       |
|                           | Leoluca Orlando (DL)      | 964 811    | 36,51      | 1                    | La Marguerite sicilienne                 | 107 252                    | 4,30      | Nv.     | 4       | 4             |               |       |
|                           | Leoluca Orlando (DL)      | 964 811    | 36,51      | 1                    | Parti de la refondation communiste (PRC) | 61 103                     | 2,45      | 1,87    | 3       | 3             |               |       |
|                           | Leoluca Orlando (DL)      | 964 811    | 36,51      | 1                    | Socialistes démocrates italiens (SDI)    | 47 351                     | 1,90      | Nv.     | 1       | 1             |               |       |
|                           | Leoluca Orlando (DL)      | 964 811    | 36,51      | 1                    | Parti des communistes italiens (PdCI)    | 30 459                     | 1,22      | Nv.     | 1       | 1             |               |       |
|                           | Leoluca Orlando (DL)      | 964 811    | 36,51      | 1                    | Printemps sicilien                       | 29 593                     | 1,19      | Nv.     | 1       | 1             |               |       |
|                           | Leoluca Orlando (DL)      | 964 811    | 36,51      | 1                    | Italie des valeurs (IdV)                 | 26 056                     | 1,05      | Nv.     | 1       | 1             |               |       |
|                           | Leoluca Orlando (DL)      | 964 811    | 36,51      | 1                    | Nous, les Siciliens                      | 2 366                      | 0,09      | 1,66    | —       | en stagnation |               |       |
| Total L'Olivier           | Total L'Olivier           | 964 811    | 36,51      | 1                    | 755 563                                  | 30,31                      | Nv.       | 29      | 29      | 30            |               |       |
|                           | Sergio D'Antoni           | 114 136    | 4,32       | —                    |                                          | Démocratie européenne (DE) | 113 472   | 4,55    | Nv.     | 4             | 4             | 4     |
|                           |                           |            |            |                      |                                          |                            |           |         |         |               |               |       |
| Suffrages exprimés        | Suffrages exprimés        | 2 642 780  | 93,32      |                      | Suffrages exprimés                       | Suffrages exprimés         | 2 492 554 | 88,02   |         |               |               |       |
| Votes blancs et nuls      | Votes blancs et nuls      | 189 169    | 6,68       | Votes blancs et nuls | Votes blancs et nuls                     | 339 395                    | 11,98     |         |         |               |               |       |
| Total candidats           | Total candidats           | 2 831 949  | 100        | 10                   | Total partis                             | Total partis               | 2 831 949 | 100     | -       | 80            | en stagnation | 90    |
| Abstentions               | Abstentions               | 1 630 021  | 36,53      |                      |                                          |                            |           |         |         |               |               |       |
| Inscrits/Participation    | Inscrits/Participation    | 4 461 970  | 63,47      |                      |                                          |                            |           |         |         |               |               |       |

### Groupes parlementaires
- Forza Italia : Salvatore Misuraca (Palerme, président) ; Giuseppe Arcidiacono[2] (Catane); Nicola Baldari (Messine); Antonino Angelo Beninati (Messine); Francesco Cascio (Palerme); Giuseppe Catania (régionale) ; Michele Cimino (Agrigente); Giancarlo Confalone (Syracuse); Antonino D’Aquino (Messine) ; Salvatore Eugenio Fleres (régionale); Vincenzo Giambrone (Agrigente); Edoardo Leanza (Enna) ; Innocenzo Leontini (Ragusa) ; Giuseppe Maurici (Trapani) ; Giovanni Mercadante (Palerme) ; Angelo Moschetto (Catane); Alessandro Pagano (Caltanissetta) ; Francesco Scoma (Palerme); Simona Vicari (Palerme).
- Démocrates de gauche : Calogero Arturo Speziale (Caltanissetta, président) ; Angelo Capodicasa (Agrigente) ; Antonino Cracolici (Palerme); Vladimiro Adolfo Crisafulli (Enna); Roberto De Benedictis (Syracuse); Domenico Giannopolo (Palerme); Camillo Oddo (Trapani); Filippo Panarello (Messine); Giovanni Villari (Catane); Salvatore Zago (Ragusa).
- Alleanza Nazionale : Santi Formica (Messine, président), Benedetto Fabio Granata (Syracuse); Carmelo Incardona (Ragusa); Giuseppe  Infurna (Agrigente); Giovanni Ioppolo (Catane); Guido Giacomo Lo Porto (régionale); Bartolo Sammartino (Palerme); Raffaele Stancanelli (Catane); Gioacchino Virzì (Palerme).
- Mouvement pour l'autonomie : Nicola Leanza[3] (Catane, président) ; Amendolia Antonino[4] (Catane); Giovanni Di Mauro[3] (Agrigente) ; Giuseppe Franchina[3] (Messine) ; Eleonora Lo Curto[5] (Trapani) ; Sebastiano Neri[6] (régionale); Angelo Paffumi[7] (Messine); Giovanni Pistorio[3] (Catane).
- Union démocratique chrétienne et du centre : Antonino Dina (Palerme, président) ; Sebastiano Burgaretta Aparo (Syracuse); Salvatore Cintola (Palerme); Salvatore Cuffaro (régionale); Onofrio Fratello (Trapani) ; Giuseppa Savarino (Agrigento) ; Riccardo Savona (Palerme).
- La Margherita Democrazia è Libertà : Giovanni Barbagallo (Catane, président) ; Vincenzo Culicchia[8] (Trapani) ; Francantonio Genovese (Messine); Sebastiano Gurrieri (Ragusa);Carmelo Tumino (Enna); Andrea Zangara (Palerme).

- Margherita per l’Ulivo : Egidio  Ortisi (Syracuse, président) ; Giuseppe Galletti (Caltanissetta); Giovanni Manzullo (Agrigento); Giuseppe Spampinato (Catane), Vitrano Gaspare (Palerme).
- Sicilia 2010 : Giovanni Ferro (Palerme, président) Calogero Miccichè (Agrigento); Salvatore Morinello (Caltanissetta); Leoluca Orlando (régionale); Salvatore Raiti (Catane).
- Sicilia démocratica puis Centro Democratico : Sebastiano Sbona (Syracuse, président); Giuseppe Acanto (Palerme) ; Giuseppe Mario Basile (Catane) ; Carmelo Lo Monte[9] (Messine); Antonino Scalici (Palerme).
- UDC-Democratici per le Libertà : Fabio Maria Mancuso (Catane, président) ; Giovanni Ardizzone (Messine); Maria Grazia Elena Brandara[10] (régionale); Salvatore Costa David (régionale); Girolamo Turano (Trapani).
- Siciliani Uniti : Acierno Alberto[5] (Palerme, président); Cristaudo Giovanni[5] (Catane).
- Nuova Sicilia - Riformisti : Domenico Rotella (régionale, président), Giuseppe Nicotra Raffaele (Catane).
- Rifondazione Comunista : Francesco Forgione (Palerme, président), Santo Liotta (Catane)
- Riformisti e Liberali Democratici per la Sicilia : Antonio Antinoro (Palerme, président); Giuseppe Segreto[4] (Agrigente).
- Mixte (3) : Ottavio Garofalo (Catane président) ; Franco Catania (Catane) ; Sergio Antonio D’Antoni[11] (Palermo), Salvatore Sanzeri (Agrigente)

## Analyse
Ce scrutin apporte un renouvellement important de l'Assemblée, puisque 46 députés sur 90 sont de nouveaux élus. Quatre femmes siègent à l'Assemblée régionale : Simona Vicari, Eleonora Lo Curto, Giusi Savarino et Maria Grazia Brandara.